# Хиткот (Њу Џерзи)
Хиткот (енгл. Heathcote) насељено је место без административног статуса у америчкој савезној држави Њу Џерзи.

## Демографија
По попису из 2010. године број становника је 5.821, што је 1.066 (22,4%) становника више него 2000. године.
| Група             | 2000.         | 2010.         |
| Белци             | 3.163 (66,5%) | 2.631 (45,2%) |
| Афроамериканци    | 521 (11,0%)   | 562 (9,7%)    |
| Азијати           | 781 (16,4%)   | 2.166 (37,2%) |
| Хиспаноамериканци | 207 (4,4%)    | 337 (5,8%)    |
| Укупно            | 4.755         | 5.821         |